# Peliperdix
Peliperdix es un género de aves galliformes perteneciente a la familia Phasianidae. Sus miembros anteriormente se clasificaban en el género Francolinus, se denominan comúnmente francolines y habitan en el África subsahariana.

## Especies
Se reconocen cuatro especies en el género:
- Peliperdix lathami - francolín cariblanco;
- Peliperdix coqui - francolín coqui;
- Peliperdix albogularis - francolín gorgiblanco;
- Peliperdix schlegelii - francolín de Schlegel.